# Jesús Ortiz
Jesús Hermilo Ortiz Quiñónez (Esmeraldas; Ecuador el 25 de diciembre de 1943 - Guayaquil, Guayas, 20 de julio de 2018) fue un futbolista ecuatoriano que jugaba de mediapunta por la izquierda y su último equipo fue Liga de Portoviejo
Tuvo dos hijos Kannia Ortiz y Gorky Ortiz con la Sra Miriam Morales

## Trayectoria
Jesús Ortíz se inició como futbolista en el Club Unión de Esmeraldas, luego pasó al CS Emelec dónde fue campeón de la Serie A en el año 1972, también formó parte de la Selección de fútbol de Ecuador.
Su último club fue Liga de Portoviejo en el que finalmente se retiraría de su actividad futbolística.

## Fallecimiento
Falleció el 20 de julio de 2018, a consecuencia de una neumonía, que le provocó un derrame pleural. Tras su muerte varios excompañeros suyos demostraron su solidaridad a través de las redes sociales.

## Clubes
| Club                | País    |
| ------------------- | ------- |
| Unión de Esmeraldas | Ecuador |
| CS Emelec           | Ecuador |
| Liga de Portoviejo  | Ecuador |

## Palmarés

### Campeonatos nacionales
| Título             | Club      | País    | Año  |
| ------------------ | --------- | ------- | ---- |
| Serie A de Ecuador | CS Emelec | Ecuador | 1972 |